# Меркуриан, Эверард
Эверард Меркуриан (фр. Everard de Marcour; 1514 — 1 августа 1580) — четвёртый генерал Общества Иисуса (иезуиты) в 1573—1580 годах.

## Биография
Родился в скромной семье в деревне Маркур (Marcourt) под городом Ла-Рош-ан-Арден, современная Бельгия. От названия деревни произошла его фамилия, сам он подписывался как Эверард де Маркур, однако более известен под латинизированным вариантом «Меркуриан». После учёбы в Парижском университете был рукоположен в священники и служил приходским кюре. С иезуитами познакомился ещё в университете, однако решение вступить в Общество Иисуса принял позднее, был принят в орден в 1548 году. Быстро выдвинулся на лидирующие позиции, был визитатором германской провинции ордена, затем провинциалом Нижней Германии.
После того, как третий генерал Общества Франсиско Борджа скончался в 1572 году, состоялась третья генеральная конгрегация ордена иезуитов. Папа Григорий XIII, имевший с иезуитами тесные связи, по политическим причинам выражал желание, чтобы новый генерал был избран не из числа испанцев. Конгрегация прислушалась к папскому пожеланию, четвёртым генералом общества и первым не испанцем стал Эверард Меркуриан, что вызвало недовольство испанских и португальских иезуитов.
На посту генерала уделял большое внимание миссионерской деятельности, при нём были образованы миссии в Индии, Японии и на Молуккских островах. Окончательно сформулировал «правила» общества, скомпилировал «Сумму Конституций» из трудов св. Игнатия. Старался по возможности отстраняться от политики, в частности скептически отнёсся к миссии иезуитов Эдмунда Кэмпиона и Роберта Парсонса в Англию.
Умер 1 августа 1580 года, похоронен в Иль-Джезу. За семь лет его правления орден существенно вырос, к моменту смерти Меркуриана они насчитывали 5000 членов в 18 провинциях.